# Kollektivism
Kollektivism (av latin colligere, samla) är moraliska, politiska och sociala perspektiv som betonar människors ömsesidiga beroende och vikten av kollektivet snarare än de enskilda individerna. Termen är etymologiskt besläktad med kollekt, kollegium, kollega, kollektion samt kollektor och associeras ofta med socialistiska strävanden att centralt kontrollera och fördela samhällets ekonomiska resurser . Den bör ej förväxlas med holism som förklarar en individs handlande såsom samhällsvarelse. Motsatsen till kollektivism anses ofta vara individualism.
Som politisk åskådning ibland en strävan åt kollektivisering, planekonomi och/eller statligt ingripande i marknadsekonomin (i motsats till individualistisk marknadsekonomi), men även åsikten att statens roll är att främja kollektiva intressen. En skola som bygger på kollektivistiska grunder främjar gruppens framsteg före individens. Med grupp avses inte kollektivet som en egen enhet utan de individer som tillsammans utgör kollektivet.
Av de politiska ideologierna är det framför allt fascism, kommunitarism, nationalism, nationalsocialism, socialism, kommunism [källa behövs] som förespråkar kollektivism, men det är också en tanke som är förknippad med de flesta traditionella samhällssystem och religioner, som exempelvis shintoism. Även renodlat kapitalistiska demokratier innehåller inslag av kollektivism.
Termen används ibland som nedsättande beteckning av statligt, men inte nödvändigtvis socialistiskt, ingripande i eller manipulation av samhället, särskilt på det ekonomiska området.